# Fotografía de alimentos

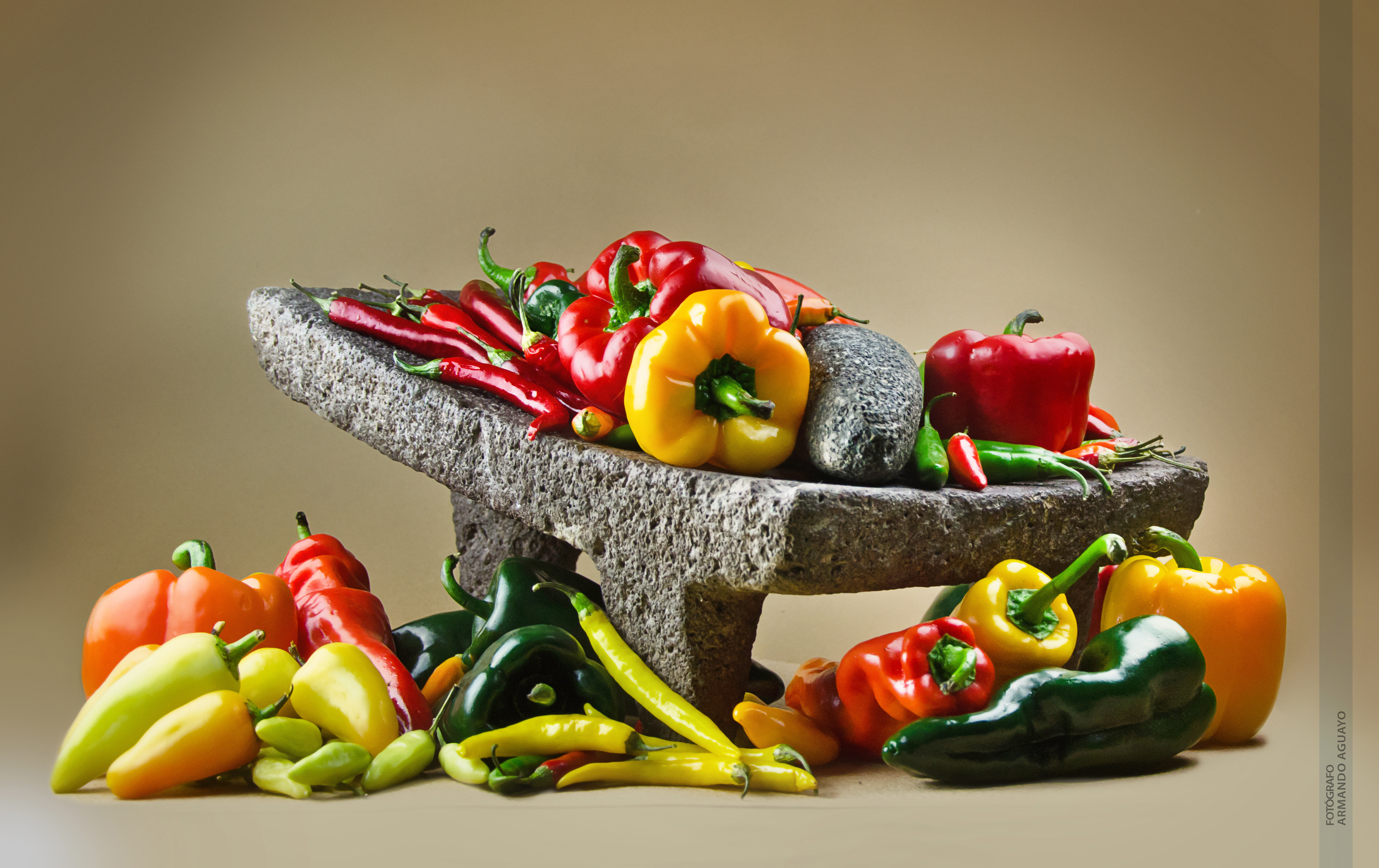
Bodegón de chiles mexicanos, por Armando Aguayo (2012)

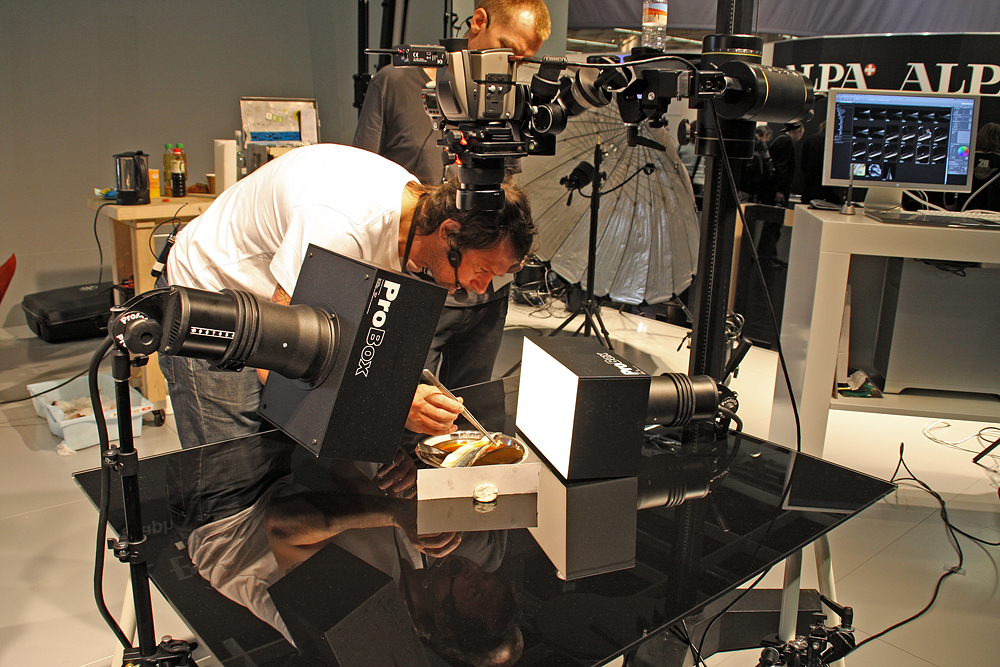
Fotógrafo de alimentos trabajando.

La fotografía de alimentos es una forma de fotografía comercial especializada en naturaleza muerta, destinada a la producción de fotografías atractivas de alimentos para su uso en publicidad, etiquetas y envases, cartas de restaurantes o libros de cocina. La fotografía de alimentos profesional es un trabajo de colaboración, que generalmente incluye un director de arte, un fotógrafo, un estilista de alimentos, un estilista de ambiente y sus ayudantes. 

## Cambio de tendencias

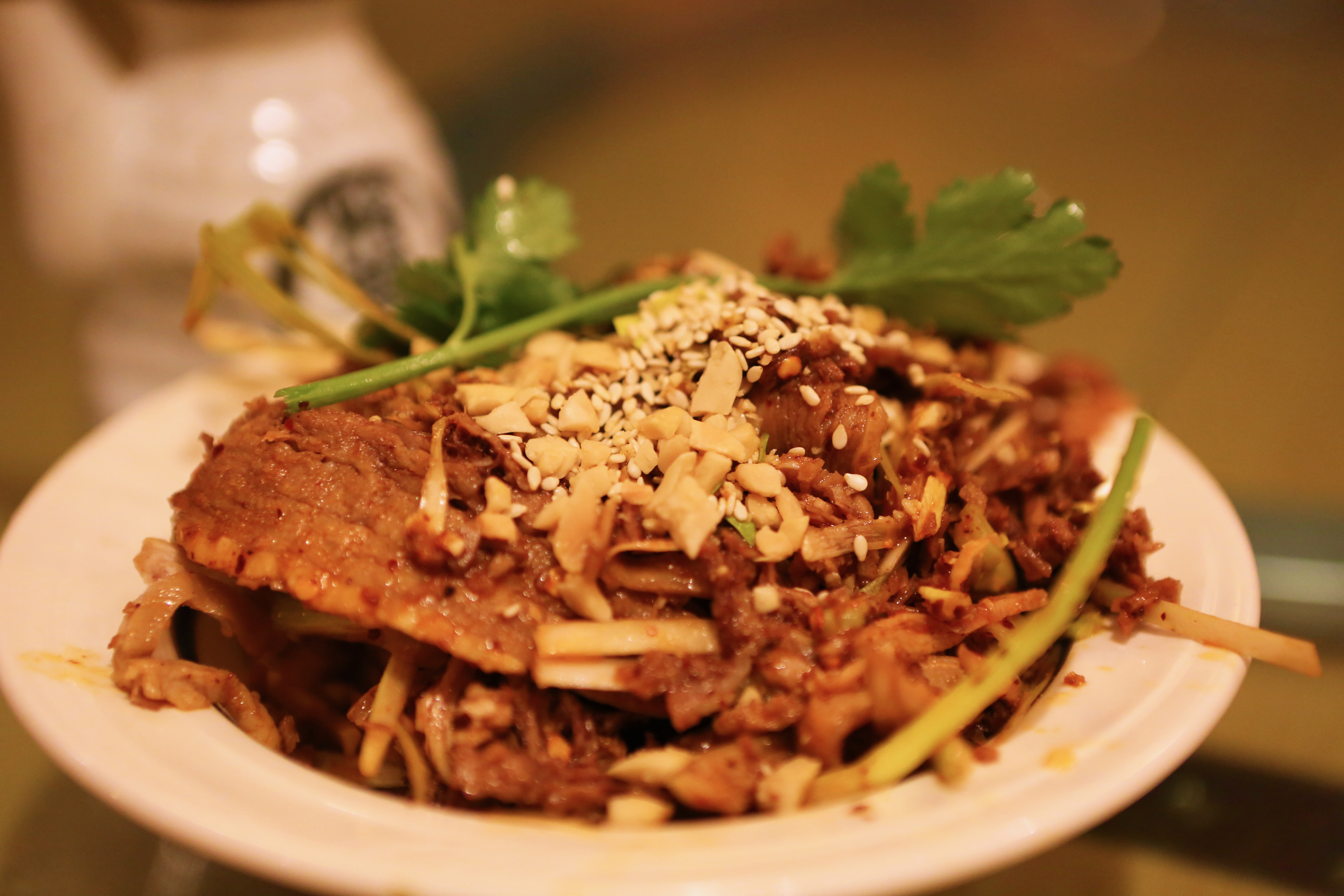
La perspectiva es de vital importancia en la fotografía de alimentos

Durante mucho tiempo, las fotografías de alimentos tendían a ser tomadas y compuestas de manera similar a la forma en que las personas estaban habituadas a ver a sus alimentos: colocados sobre un fondo de una mesa y tomando la foto desde una perspectiva aérea, es decir, desde el punto de vista del comensal. Los estilistas disponían los alimentos de manera que al observarlos desde arriba se los viera apetitosos y atractivos, con los elementos dispuestos en una placa plana y claramente separadas unos de otros.
Posteriormente, se pusieron de moda la iluminación romántica, ángulos menos profundos y más ambientación, donde los casos extremos de estas técnicas se denominaron "pornografía culinaria". Más recientemente, la tendencia predominante en la fotografía comercial de alimentos occidental es presentar los alimentos de manera tan simple, limpia y natural como sea posible y con pocos elementos adicionales, a menudo utilizando efectos tales como foco selectivo, placas inclinadas, y aproximaciones extremas.  Esto se complementa con las tendencias de muchos cocineros profesionales de preparar platos interesantes también desde un punto de vista visual. Por ejemplo, la elevación de los platos ha aumentado y sus elementos están a menudo colocados en capas, lo cual se presta bien a fotografías con una profundidad de campo reducida.

## Estilista de alimentos
El papel del estilista de alimentos es hacer que los alimentos se vean atractivos en fotografía. El tiempo y el esfuerzo que un estilista necesita para organizar con cuidado y artísticamente la comida, es la causa de las diferencias entre la forma en que el estilista presenta los alimentos y la forma en lo hace un cocinero en casa o un chef. El dominio de la perspectiva es también un requisito, como también lo es el conocimiento de cómo traducir la percepción del sabor, aroma y atractivo de un plato real, a una fotografía bidimensional.
Los estilistas de alimentos tienen formación culinaria, algunos son chefs profesionales o tienen preparación como ecónomos domésticos. Además de conocimientos de nutrición y técnicas de la cocina, los estilistas de alimentos también deben ser compradores ingeniosos. Como profesionales creativos, se imaginan la fotografía final y disponen los alimentos en consecuencia.

## Preparación
El proceso de fotografía de alimentos comienza con la compra de los alimentos e ingredientes. Sólo son aceptables los alimentos más perfectos desde un punto de vista visual y siempre son necesarios tener disponibles varios elementos adicionales para pruebas o como seguro. Por lo tanto, la compra de los alimentos e ingredientes para este tipo de fotografía es un proceso que consume mucho tiempo. Se seleccionan aquellos elementos de los comprados que son más atractivos y se los marca como el "héroe", es decir, el elemento que será presentado en la fotografía. Durante la configuración del ambiente y las fotografías de prueba, el mismo se representa mediante una figura de cartón.
La fotografía real se puede realizar en un estudio fotográfico en condiciones controladas de iluminación, o bajo condiciones de luz natural.  La luz, el fondo y el entorno se prepara cuidadosamente para presentar los alimentos de la manera más atractiva posible sin distraer la atención del tema principal. El color y la textura del fondo se elige con el fin de complementar eficazmente las características del alimento y para ayudar a su iluminación.
Los alimentos utilizados suelen ser marcados como no comestibles y se desechan después de la sesión fotográfica, ya que pueden haber sido manipulados o tratados de manera que los hagan no aptos para el consumo.

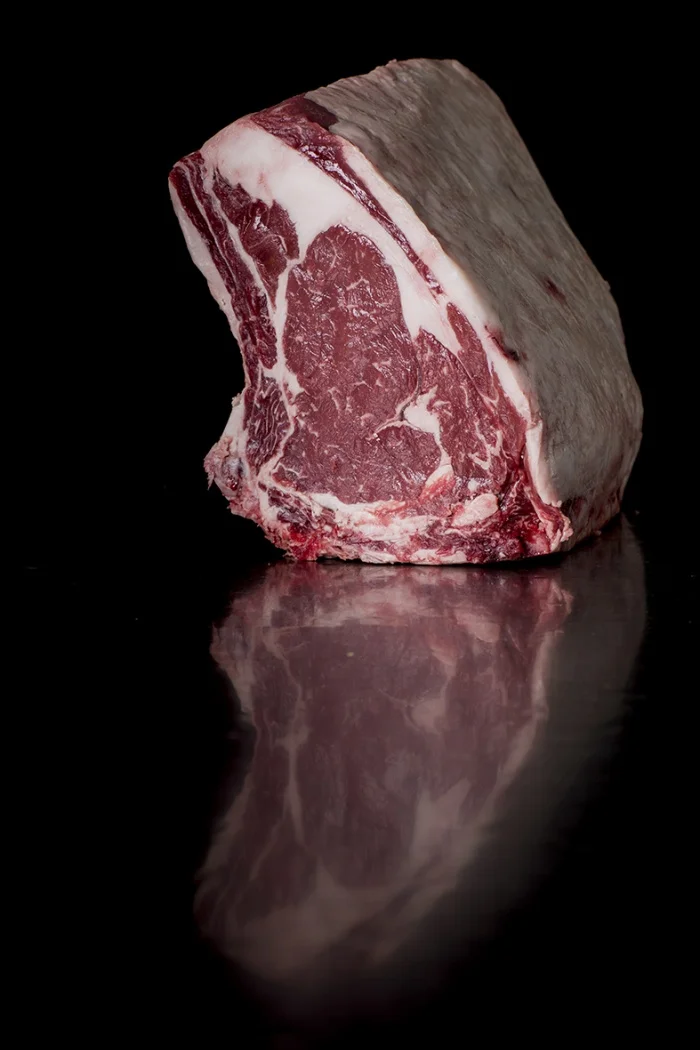
Fotografía de estudio de chuletón de ternera

## Técnicas de diseño
Además de elegir, preparar y componer los alimentos de un platillo o en un plato, los estilistas de alimentos utilizan numerosas técnicas para hacer que los alimentos se vean tan atractivos como sea posible. Estas incluyen:
- la creación de vapor mediante nebulizadores de aire frío o una combinación de productos químicos que emiten humo que da la apariencia de vapor;
- rociar la comida con agua o mezclas de agua, jarabe de maíz, u otros líquidos para mantener los alimentos con un aspecto fresco;
- preparando una mezcla de manteca sólida, jarabe de maíz, y azúcar en polvo (esencialmente un glaseado muy rígido) que se puede modelar para simular helado;
- usando una variedad de agentes de dorado (por lo general mezclas utilizadas para salsa gravy o líquidos activados por calor utilizados en panaderías comerciales) para mejorar el color/color moreno de carnes y aves de corral cocidas;
- usar crema de leche espesa en lugar de leche en tazones de cereal para evitar que los copos absorban humedad demasiado rápido. Se desalienta generalmente el uso de cola blanca, ya que la mayoría de las compañías de cereales prohíben esta práctica.
- escaldar verduras de manera que aparezca su color brillante, en lugar de cocerlas por completo. Las demás hortalizas y los alimentos se pueden cocinar sólo para dar color, de forma que no se tornen marrones o se arruguen si deben permanecer bajo la cámara de fotos por un tiempo.
- agregar agua a las bebidas de forma tal que la luz se filtre a través de ellas y le añada brillo a la bebida.

### Bebidas frías

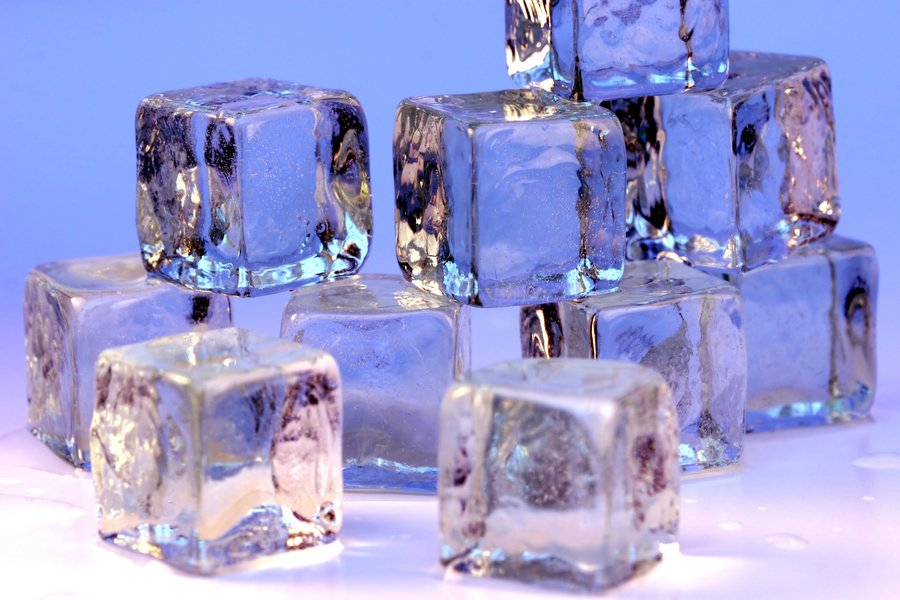
Varios cubos de hielo artificiales, que se utilizan en lugar de los cubos de hielo reales en situaciones en las que el hielo se derretiría.

Para crear el efecto de una fina capa de condensación que se forma en el exterior de los vidrios que contienen líquido frío, se puede aplicar dulling spray, con papel o cinta de enmascarar protegiendo las zonas no "heladas". Un mayor grado de condensación y gotas de rocío son imitados pulverizando el cristal con jarabe de maíz o glicerina.
Los cubos de hielo utilizados en las fotografías están hechos de material acrílico, para que no se muevan o fundan durante la sesión fotográfica, que se podría producir ante el uso de iluminación fuerte y caliente en un estudio.  Se crean burbujas de aspecto fresco en la superficie de las bebidas mediante la aplicación de una mezcla de bebida y detergente a la superficie con un gotero. Se puede utilizar cola blanca en lugar de leche, y una mezcla de café molido y agua en lugar de té.

### Ensaladas
La fotografía de ensaladas requiere que las mismas se compongan de manera que se creen texturas, formas y colores atractivos. Para mejorar el apoyo y la ayuda en la composición, la ensalada en un recipiente se dispone sobre de un recipiente más pequeño colocado boca abajo en el recipiente exterior. Para mantener frescas y crujientes las hojas verdes de una ensalada, se rocían con agua fría antes de la composición. Las salsas espesas por lo general no dan bien en fotografía, por lo que se las diluye y se aplican con pincel.
Las ensaladas de frutas son particularmente difíciles de fotografiar debido al corto tiempo que las piezas de fruta conservan su aspecto, por ello se cortan inmediatamente antes de la fotografía definitiva. Debido a que sólo la capa exterior de la ensalada es de interés, el interior oculto en el recipiente de la ensalada se puede rellenar con puré de patatas u otra mezcla.